# Fußball-Club Bayern München 2016-2017
Questa voce raccoglie le informazioni riguardanti il Fußball-Club Bayern München nelle competizioni ufficiali della stagione 2016-2017.

## Stagione
La stagione 2016-2017 inizia con il cambio di allenatore in panchina: Josep Guardiola viene sostituito dall'italiano Carlo Ancelotti che si porta come secondo allenatore e collaboratore il figlio Davide e il suo secondo anche ai tempi del Chelsea Paul Clement. La stagione inizia subito bene per lui infatti vince il primo trofeo alla prima uscita stagionale, ovvero la Supercoppa di Germania battendo il Borussia Dortmund in finale per 2-0 al Borussia Park, con gol di Thomas Müller e Arturo Vidal. Anche in campionato la squadra parte bene vincendo le prime 5 partite di fila e riuscendo ad ottenere 10 risultati utili consecutivi perdendo la prima partita per 1-0 in casa del Borussia Dortmund. Alla fine della stagione con 25 vittorie 7 pareggi e 2 sconfitte si conferma campione di Germania per la 27ª volta nella sua storia. Per quanto riguarda la Champions League i bavaresi vengono inseriti nel girone D con Rostov, PSV e Atletico Madrid. In Europa l'inizio è molto più altalenante, visto che nelle prime 6 partite del girone arrivano 4 vittorie intervallate da 2 sconfitte: la prima per 1-0 in casa dell'Atletico Madrid e la seconda per 3-2 sul campo del Rostov. Nonostante tutto riescono a qualificarsi agli ottavi di finale come secondi dove incontreranno i londinesi dell'Arsenal che batteranno entrambe le volte per 5-1. Ai quarti di finale incontrano i campioni in carica del Real Madrid dove vengono sconfitti in casa per 2-1 e al Bernabeu per 4-2 dopo i tempi supplementari visto che i tempi regolamentari si conclusero sul risultato di 2-1 per i bavaresi. Il Bayern Monaco in questa partita può recriminare per gli errori dell'arbitro Viktor Kassai, che con l'espulsione di Arturo Vidal, il Real Madrid riesce a recuperare il risultato passando dall'1-2 al 4-2 finale. In Coppa di Germania invece i bavaresi riescono ad arrivare fino alla semifinale dove vengono sconfitti in casa dal Borussia Dortmund per 2-3.

## Maglie e sponsor
| Casa | Trasferta | Terza maglia |

## Rosa

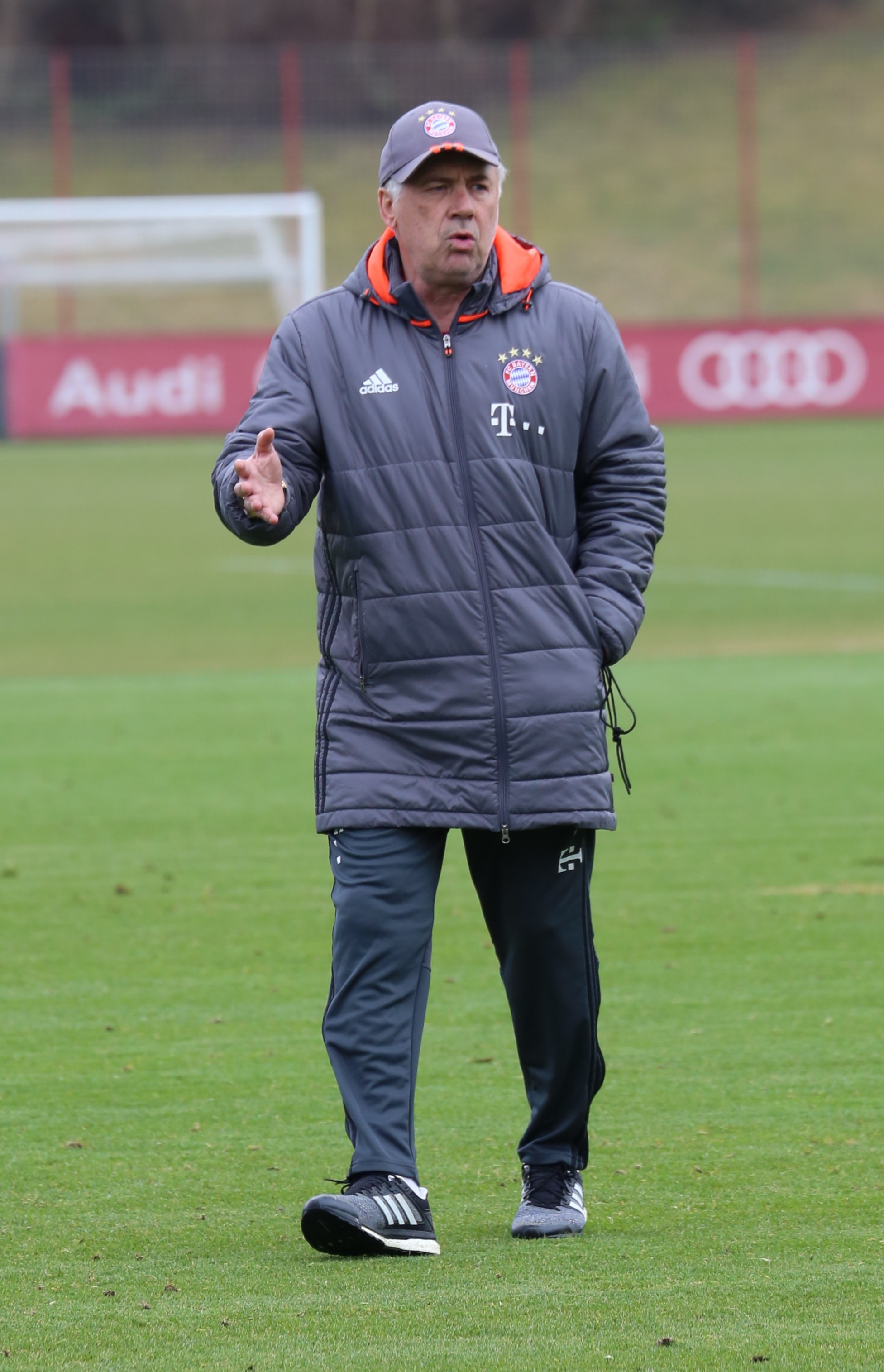
Il nuovo allenatore Carlo Ancelotti.

Rosa aggiornata al 31 gennaio 2017.

## Calciomercato

### Sessione estiva(dall'1º/7 al 31/8)
| Acquisti | Acquisti              | Acquisti          | Acquisti              |
| R.       | Nome                  | da                | Modalità              |
| -------- | --------------------- | ----------------- | --------------------- |
| D        | Mats Hummels          | Borussia Dortmund | definitivo (38 mln €) |
| C        | Pierre-Emile Højbjerg | Schalke 04        | fine prestito         |
| C        | Renato Sanches        | Benfica           | definitivo (35 mln €) |

| Cessioni | Cessioni              | Cessioni          | Cessioni                                           |
| R.       | Nome                  | a                 | Modalità                                           |
| -------- | --------------------- | ----------------- | -------------------------------------------------- |
| D        | Medhi Benatia         | Juventus          | prestito oneroso (3 mln €) con diritto di riscatto |
| D        | Serdar Taşçı          | Spartak Mosca     | fine prestito                                      |
| C        | Mario Götze           | Borussia Dortmund | definitivo (26 mln €)                              |
| C        | Pierre-Emile Højbjerg | Southampton       | definitivo (15 mln €)                              |
| C        | Sebastian Rode        | Borussia Dortmund | definitivo (12 mln €)                              |

### Sessione invernale(dal 4/1 all'1º/2)
| Acquisti | Acquisti | Acquisti | Acquisti |
| R.       | Nome     | da       | Modalità |
| -------- | -------- | -------- | -------- |

| Cessioni | Cessioni         | Cessioni   | Cessioni              |
| R.       | Nome             | a          | Modalità              |
| -------- | ---------------- | ---------- | --------------------- |
| P        | Julian Green     | Stoccarda  | definitivo (300000 €) |
| D        | Holger Badstuber | Schalke 04 | prestito              |

## Risultati

### Bundesliga

#### Girone di andata
| Arbitro: | Dingert |

|                                                                |           |  |
| Alonso 9’ Lewandowski 13’, 46’, 77’ (rig.) Lahm 66’ Ribéry 73’ | Marcatori |  |

| Arbitro: | Grafe |

|  |           |                               |
|  | Marcatori | 81’ Lewandowski 90+2’ Kimmich |

| Arbitro: | Ittrich |

|                                        |           |            |
| Lewandowski 12’ Alonso 50’ Rafinha 84’ | Marcatori | 8’ Lezcano |

| Arbitro: | Fritz |

|                                     |           |  |
| Ribéry 16’ Alcántara 68’ Robben 72’ | Marcatori |  |

| Arbitro: | Zwayer |

|  |           |             |
|  | Marcatori | 88’ Kimmich |

| Arbitro: | Siebert |

|             |           |             |
| Kimmich 40’ | Marcatori | 63’ Modeste |

| Arbitro: | Dankert |

|                       |           |                        |
| Huszti 43’ Fabián 78’ | Marcatori | 10’ Robben 62’ Kimmich |

| Arbitro: | Drees |

|                     |           |  |
| Vidal 16’ Costa 31’ | Marcatori |  |

| Arbitro: | Dingert |

|              |           |                                 |
| Ja-Cheol 67’ | Marcatori | 19’, 48’ Lewandowski 21’ Robben |

| Arbitro: | Schmidt |

|                  |           |              |
| Zuber 34’ (aut.) | Marcatori | 16’ Demirbay |

| Arbitro: | Stieler |

|                |           |  |
| Aubameyang 11’ | Marcatori |  |

| Arbitro: | Fritz |

|                           |           |                |
| Alcántara 30’ Hummels 56’ | Marcatori | 35’ Calhanoglu |

| Arbitro: | Siebert |

|            |           |                                  |
| Córdoba 4’ | Marcatori | 8’, 90+2’ Lewandowski 21’ Robben |

| Arbitro: | Stegemann |

|                                                      |           |  |
| Robben 18’ Lewandowski 22’, 58’ Müller 76’ Costa 86’ | Marcatori |  |

| Arbitro: | Dankert |

|  |           |           |
|  | Marcatori | 71’ Costa |

| Arbitro: | Zwayer |

|                                          |           |  |
| Alcántara 17’ Alonso 25’ Lewandowski 45’ | Marcatori |  |

| Arbitro: | Grafe |

|            |           |                        |
| Haberer 4’ | Marcatori | 35’, 90+1’ Lewandowski |

#### Girone di ritorno
| Arbitro: | Stegemann |

|           |           |                        |
| Kruse 53’ | Marcatori | 30’ Robben 45+1’ Alaba |

| Arbitro: | Fritz |

|                |           |           |
| Lewandowski 9’ | Marcatori | 13’ Naldo |

| Arbitro: | Zwayer |

|  |           |                        |
|  | Marcatori | 90’ Vidal 90+2’ Robben |

| Arbitro: | Ittrich |

|              |           |                   |
| Ibišević 21’ | Marcatori | 90+6’ Lewandowski |

| Arbitro: | Dankert |

|                                                                                |           |  |
| Vidal 17’ Lewandowski 24’ (rig.), 42’, 54’ Alaba 56’ Coman 65’, 69’ Robben 87’ | Marcatori |  |

| Arbitro: | Drees |

|  |           |                                    |
|  | Marcatori | 25’ Martinez 48’ Bernat 90’ Ribéry |

| Arbitro: | Schmidt |

|                                |           |  |
| Lewandowski 38’, 55’ Costa 41’ | Marcatori |  |

| Arbitro: | Stieler |

|  |           |            |
|  | Marcatori | 63’ Müller |

| Arbitro: | Dingert |

|                                                         |           |  |
| Lewandowski 17’, 55’, 79’ Müller 36’, 80’ Alcántara 62’ | Marcatori |  |

| Arbitro: | Stegemann |

|              |           |  |
| Kramarić 21’ | Marcatori |  |

| Arbitro: | Fritz |

|                                                  |           |               |
| Ribéry 4’ Lewandowski 10’, 68’ (rig.) Robben 49’ | Marcatori | 20’ Guerreiro |

| Leverkusen 15 aprile 2017, ore 18:30 CEST 29ª giornata | Bayer Leverkusen | 0 – 0 referto | Bayern Monaco | BayArena (30 210 spett.)\| Arbitro: \| Siebert \| |
| Arbitro:                                               | Siebert          |               |               |                                                   |

| Arbitro: | Willenborg |

|                          |           |                               |
| Robben 16’ Alcántara 73’ | Marcatori | 3’ Bojan 40’ (rig.) Brosinski |

| Arbitro: | Zwayer |

|  |           |                                                                  |
|  | Marcatori | 19’ Alaba 36’, 45’ Lewandowski 66’ Robben 80’ Müller 85’ Kimmich |

| Arbitro: | Winkmann |

|            |           |  |
| Bernat 18’ | Marcatori |  |

| Arbitro: | Stieler |

|                                                |           |                                                                    |
| Sabitzer 2’ Werner 29’ (rig.), 65’ Poulsen 47’ | Marcatori | 17’ (rig.), 84’ Lewandowski 60’ Alcántara 90+1’ Alaba 90+5’ Robben |

| Arbitro: | Drees |

|                                                |           |              |
| Robben 4’ Vidal 73’ Ribéry 90+1’ Kimmich 90+4’ | Marcatori | 76’ Petersen |

### Coppa di Germania
| Arbitro: | Osmers |

|  |           |                                                |
|  | Marcatori | 3’, 34’, 43’ Lewandowski 72’ Vidal 77’ Hummels |

| Arbitro: | Stegemann |

|                               |           |              |
| Lahm 2’ Green 41’ Alaba 90+3’ | Marcatori | 68’ Dong-won |

| Arbitro: | Drees |

|           |           |  |
| Costa 18’ | Marcatori |  |

| Arbitro: | Siebert |

|                                   |           |  |
| Lewandowski 3’, 29’ Alcántara 16’ | Marcatori |  |

| Arbitro: | Grafe |

|                          |           |                                     |
| Martinez 28’ Hummels 41’ | Marcatori | 19’ Reus 69’ Aubameyang 74’ Dembélé |

### UEFA Champions League

#### Gruppo D
| Arbitro: | Taylor |

|                                                                 |           |  |
| Lewandowski 28’ (rig.) Müller 45+2’ Kimmich 53’, 60’ Bernat 90’ | Marcatori |  |

| Arbitro: | Marciniak |

|              |           |  |
| Carrasco 35’ | Marcatori |  |

| Arbitro: | Collum |

|                                                   |           |              |
| Müller 13’ Kimmich 21’ Lewandowski 59’ Robben 84’ | Marcatori | 41’ Narsingh |

| Arbitro: | Rocchi |

|           |           |                             |
| Arias 14’ | Marcatori | 34’ (rig.), 74’ Lewandowski |

| Arbitro: | Soares Dias |

|                                       |           |                      |
| Azmoun 44’ Poloz 50’ (rig.) Noboa 67’ | Marcatori | 35’ Costa 52’ Bernat |

| Arbitro: | Turpin |

|                 |           |  |
| Lewandowski 28’ | Marcatori |  |

#### Ottavi di finale
| Arbitro: | Mazic |

|                                                          |           |             |
| Robben 11’ Lewandowski 53’ Alcántara 56’, 53’ Müller 88’ | Marcatori | 30’ Sánchez |

| Arbitro: | Sidiropoulos |

|             |           |                                                            |
| Walcott 20’ | Marcatori | 55’ (rig.) Lewandowski 68’ Robben 78’ Costa 80’, 85’ Vidal |

#### Quarti di finale
| Arbitro: | Rizzoli |

|           |           |                  |
| Vidal 25’ | Marcatori | 47’, 77’ Ronaldo |

| Arbitro: | Kassai |

|                                      |           |                                         |
| Ronaldo 76’, 105’, 110’ Asensio 112’ | Marcatori | 53’ (rig.) Lewandowski 78’ (aut.) Ramos |

### Supercoppa di Germania
| Arbitro: | Welz |

|  |           |                      |
|  | Marcatori | 58’ Vidal 79’ Müller |

## Statistiche

### Statistiche di squadra
Statistiche aggiornate a maggio 2017
| Competizione           | Punti | In casa | In casa | In casa | In casa | In casa | In casa | In trasferta | In trasferta | In trasferta | In trasferta | In trasferta | In trasferta | Totale | Totale | Totale | Totale | Totale | Totale | DR  |
| Competizione           | Punti | G       | V       | N       | P       | Gf      | Gs      | G            | V            | N            | P            | Gf           | Gs           | G      | V      | N      | P      | Gf     | Gs     | DR  |
| ---------------------- | ----- | ------- | ------- | ------- | ------- | ------- | ------- | ------------ | ------------ | ------------ | ------------ | ------------ | ------------ | ------ | ------ | ------ | ------ | ------ | ------ | --- |
| Bundesliga             | 82    | 17      | 13      | 4       | 0       | 55      | 9       | 17           | 12           | 3            | 2            | 34           | 13           | 34     | 25     | 7      | 2      | 89     | 22     | +67 |
| Coppa di Germania      | -     | 4       | 3       | 0       | 1       | 9       | 4       | 1            | 1            | 0            | 0            | 5            | 0            | 5      | 4      | 0      | 1      | 14     | 4      | +10 |
| Supercoppa di Germania | -     | -       | -       | -       | -       | -       | -       | -            | -            | -            | -            | -            | -            | 1      | 1      | 0      | 0      | 2      | 0      | +2  |
| Champions League       | -     | 5       | 4       | 0       | 1       | 16      | 4       | 5            | 2            | 0            | 3            | 11           | 10           | 10     | 6      | 0      | 4      | 27     | 14     | +13 |
| Totale                 | -     | 26      | 20      | 4       | 2       | 80      | 17      | 23           | 15           | 3            | 5            | 50           | 23           | 50     | 36     | 7      | 7      | 132    | 40     | +92 |

### Andamento in campionato
| Giornata  | 1 | 2 | 3 | 4 | 5 | 6 | 7 | 8 | 9 | 10 | 11 | 12 | 13 | 14 | 15 | 16 | 17 | 18 | 19 | 20 | 21 | 22 | 23 | 24 | 25 | 26 | 27 | 28 | 29 | 30 | 31 | 32 | 33 | 34 |
| --------- | - | - | - | - | - | - | - | - | - | -- | -- | -- | -- | -- | -- | -- | -- | -- | -- | -- | -- | -- | -- | -- | -- | -- | -- | -- | -- | -- | -- | -- | -- | -- |
| Luogo     | C | T | C | C | T | C | T | C | T | C  | T  | C  | T  | C  | T  | C  | T  | T  | C  | T  | T  | C  | T  | C  | T  | C  | T  | C  | T  | C  | T  | C  | T  | C  |
| Risultato | V | V | V | V | V | N | N | V | V | N  | P  | V  | V  | V  | V  | V  | V  | V  | N  | V  | N  | V  | V  | V  | V  | V  | P  | V  | N  | N  | V  | V  | V  | V  |
| Posizione | 1 | 1 | 1 | 1 | 1 | 1 | 1 | 1 | 1 | 1  | 2  | 2  | 2  | 1  | 1  | 1  | 1  | 1  | 1  | 1  | 1  | 1  | 1  | 1  | 1  | 1  | 1  | 1  | 1  | 1  | 1  | 1  | 1  | 1  |

Fonte:  Bundesliga – Classifiche , su sport.sky.it, sport.sky.it.
Legenda:

Luogo: C = Casa; T = Trasferta. Risultato: V = Vittoria; N = Pareggio; P = Sconfitta.

### Statistiche dei giocatori
In corsivo i giocatori che hanno lasciato la squadra a stagione già iniziata.
| Giocatore      | Bundesliga | Bundesliga | Bundesliga  | Bundesliga | Coppa di Germania | Coppa di Germania | Coppa di Germania | Coppa di Germania | Champions League | Champions League | Champions League | Champions League | Supercoppa di Germania | Supercoppa di Germania | Supercoppa di Germania | Supercoppa di Germania | Totale   | Totale | Totale      | Totale     |
| Giocatore      | Presenze   | Reti       | Ammonizioni | Espulsioni | Presenze          | Reti              | Ammonizioni       | Espulsioni        | Presenze         | Reti             | Ammonizioni      | Espulsioni       | Presenze               | Reti                   | Ammonizioni            | Espulsioni             | Presenze | Reti   | Ammonizioni | Espulsioni |
| -------------- | ---------- | ---------- | ----------- | ---------- | ----------------- | ----------------- | ----------------- | ----------------- | ---------------- | ---------------- | ---------------- | ---------------- | ---------------------- | ---------------------- | ---------------------- | ---------------------- | -------- | ------ | ----------- | ---------- |
| D. Alaba       | 32         | 4          | 1           | 0          | 5                 | 1                 | 0                 | 0                 | 9                | 0                | 1                | 0                | 1                      | 0                      | 0                      | 0                      | 47       | 5      | 2           | 0          |
| T. Alcántara   | 27         | 6          | 4           | 0          | 4                 | 1                 | 0                 | 0                 | 9                | 2                | 1                | 0                | 1                      | 0                      | 0                      | 0                      | 41       | 9      | 5           | 0          |
| X. Alonso      | 27         | 3          | 6           | 0          | 3                 | 0                 | 1                 | 0                 | 7                | 0                | 2                | 0                | 1                      | 0                      | 1                      | 0                      | 38       | 3      | 10          | 0          |
| H. Badstuber   | 1          | 0          | 0           | 0          | 1                 | 0                 | 0                 | 0                 | 1                | 0                | 0                | 0                | 0                      | 0                      | 0                      | 0                      | 3        | 0      | 0           | 0          |
| F. Benko       | 0          | 0          | 0           | 0          | 1                 | 0                 | 0                 | 0                 | 0                | 0                | 0                | 0                | 0                      | 0                      | 0                      | 0                      | 1        | 0      | 0           | 0          |
| J. Bernat      | 18         | 2          | 1           | 0          | 3                 | 0                 | 0                 | 0                 | 4                | 2                | 0                | 0                | 0                      | 0                      | 0                      | 0                      | 25       | 4      | 1           | 0          |
| J. Boateng     | 13         | 0          | 1           | 0          | 2                 | 0                 | 0                 | 0                 | 6                | 0                | 2                | 0                | 0                      | 0                      | 0                      | 0                      | 21       | 0      | 3           | 0          |
| K. Coman       | 19         | 2          | 1           | 0          | 3                 | 0                 | 1                 | 0                 | 2                | 0                | 1                | 0                | 1                      | 0                      | 0                      | 0                      | 25       | 2      | 3           | 0          |
| D. Costa       | 23         | 4          | 2           | 0          | 2                 | 1                 | 0                 | 0                 | 9                | 2                | 0                | 0                | 0                      | 0                      | 0                      | 0                      | 34       | 7      | 2           | 0          |
| J. Green       | 0          | 0          | 0           | 0          | 2                 | 1                 | 0                 | 0                 | 0                | 0                | 0                | 0                | 0                      | 0                      | 0                      | 0                      | 2        | 1      | 0           | 0          |
| M. Hummels     | 27         | 1          | 4           | 0          | 5                 | 2                 | 0                 | 0                 | 9                | 0                | 2                | 0                | 1                      | 0                      | 0                      | 0                      | 42       | 3      | 6           | 0          |
| J. Kimmich     | 27         | 6          | 1           | 0          | 4                 | 0                 | 0                 | 0                 | 8                | 3                | 0                | 0                | 1                      | 0                      | 0                      | 0                      | 40       | 9      | 1           | 0          |
| P. Lahm        | 26         | 1          | 1           | 0          | 4                 | 1                 | 0                 | 0                 | 7                | 0                | 3                | 0                | 1                      | 0                      | 0                      | 0                      | 38       | 2      | 4           | 0          |
| R. Lewandowski | 33         | 30         | 5           | 0          | 4                 | 5                 | 0                 | 0                 | 9                | 8                | 0                | 0                | 1                      | 0                      | 0                      | 0                      | 47       | 43     | 5           | 0          |
| J. Martínez    | 25         | 1          | 5           | 0          | 4                 | 1                 | 0                 | 0                 | 7                | 0                | 2                | 1                | 1                      | 0                      | 1                      | 0                      | 37       | 2      | 8           | 1          |
| T. Müller      | 29         | 5          | 0           | 0          | 3                 | 0                 | 0                 | 0                 | 9                | 3                | 0                | 0                | 1                      | 1                      | 0                      | 0                      | 42       | 9      | 0           | 0          |
| M. Neuer       | 26         | -13        | 0           | 0          | 4                 | -1                | 0                 | 0                 | 9                | -11              | 0                | 0                | 1                      | -0                     | 0                      | 0                      | 40       | -25    | 0           | 0          |
| Rafinha        | 20         | 1          | 2           | 0          | 2                 | 0                 | 0                 | 0                 | 5                | 0                | 0                | 0                | 1                      | 0                      | 0                      | 0                      | 28       | 1      | 2           | 0          |
| F. Ribéry      | 22         | 5          | 2           | 0          | 3                 | 0                 | 1                 | 0                 | 6                | 0                | 0                | 0                | 1                      | 0                      | 1                      | 0                      | 32       | 5      | 4           | 0          |
| A. Robben      | 26         | 13         | 0           | 0          | 3                 | 0                 | 2                 | 0                 | 8                | 3                | 1                | 0                | 0                      | 0                      | 0                      | 0                      | 37       | 16     | 3           | 0          |
| R. Sanches     | 17         | 0          | 3           | 0          | 2                 | 0                 | 0                 | 0                 | 6                | 0                | 0                | 0                | 0                      | 0                      | 0                      | 0                      | 25       | 0      | 3           | 0          |
| T. Starke      | 3          | -5         | 0           | 0          | 0                 | -0                | 0                 | 0                 | 0                | -0               | 0                | 0                | 0                      | -0                     | 0                      | 0                      | 3        | -5     | 0           | 0          |
| S. Ulreich     | 5          | -4         | 0           | 0          | 1                 | -3                | 0                 | 0                 | 1                | -3               | 0                | 0                | 0                      | -0                     | 0                      | 0                      | 7        | -10    | 0           | 0          |
| A. Vidal       | 27         | 4          | 8           | 0          | 5                 | 1                 | 0                 | 0                 | 8                | 3                | 3                | 1                | 1                      | 1                      | 0                      | 0                      | 41       | 9      | 11          | 1          |